# Rhopias
Rhopias is een geslacht van vogels uit de familie van de Thamnophilidae. De wetenschappelijke naam van het geslacht is voor het eerst geldig gepubliceerd in 1860 door Cabanis en Heine.
- Rhopias gularis –  Parelhalsmiersluiper